# Re(MIX)
『re(MIX)』（リミックス）は、2020年3月11日に発売された日本の歌手・倖田來未の11枚目のとなるリミックスアルバム。発売元はrhythm zone。

## 解説
倖田來未の17枚目のオリジナルアルバム『re(CORD)』をリミックスしたアルバム。リミキサーとして、Shadw、KATFYR、KAZBONGO、Adolfo De La Torre Casmartiño、iamSHUM、Toki、Kiyoshi Sugo、MATZ、BUNNY、DJ Shimamuraが参加している。リミックスアルバムとしては『Koda Kumi Driving Hit's 9 -Special Edition-』以来約1年振りのリリースとなる。
倖田來未の22枚目、23枚目のライブDVD及びBlu-ray『KODA KUMI LIVE TOUR 2019 re(LIVE) 〜Black Cherry〜』、『KODA KUMI LIVE TOUR 2019 re(LIVE) 〜JAPONESQUE〜』と同時発売である。

## 収録内容
1. k, (shadw Remix)
2. Eh Yo (KATFYR Remix)
3. STRIP (KAZBONGO Remix)
4. GOLDFINGER 2019 (Adolfo De La Torre Casmartiño Remix)
5. プチョヘンザッ!!! (iamSHUM Remix)
6. Merry Go Round (Toki Remix)
7. GET NAKED (Kiyoshi Sugo Remix)
8. again (MATZ Remix)
9. Summer Time (iamSHUM Remix)
10. SHUTOUT (BUNNY Remix)
11. DO ME (KATFYR Remix)
12. OMG (Kiyoshi Sugo Remix)
13. GOLDFINGER 2019 (DJ Shimamura Remix)
14. k, (KAZBONGO Remix)